# Arçua

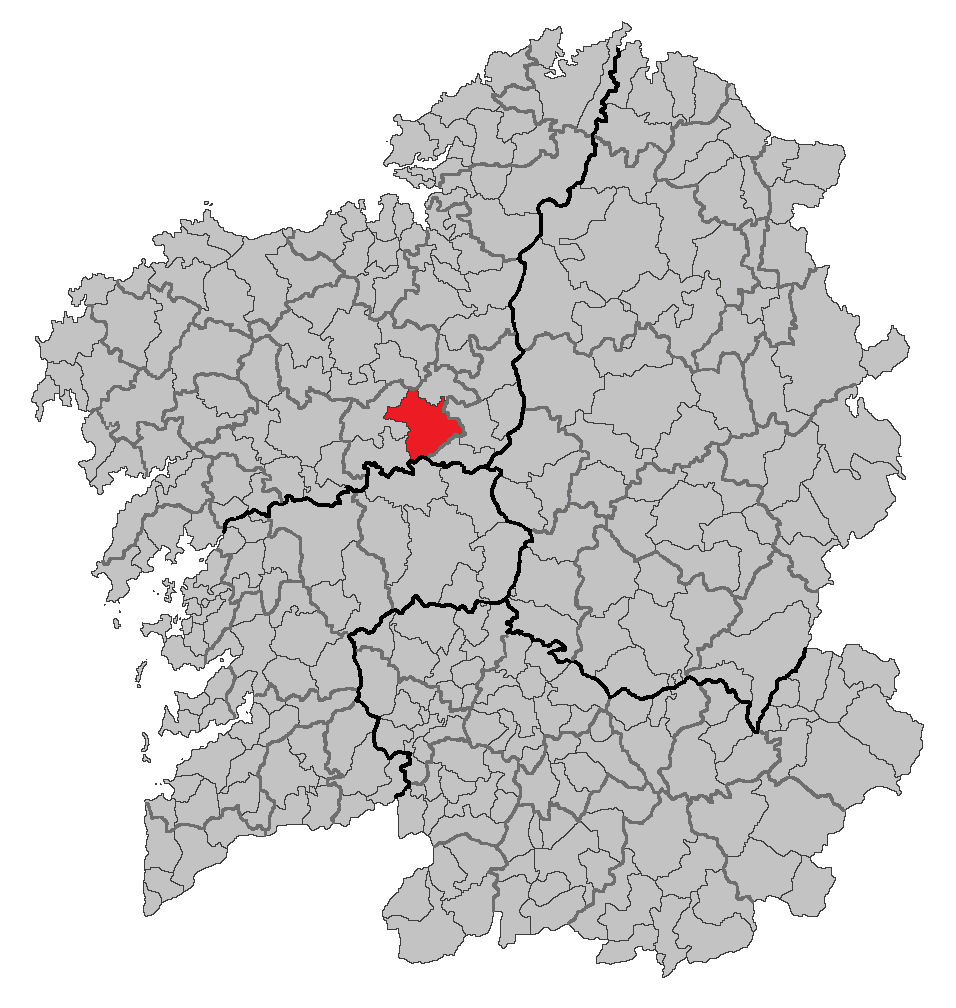
Localização de Arçua

Arçua (Arzúa) é um concelho na província
da Corunha,
comunidade autónoma da Galiza (Espanha), de área 154,56 km² com
população de 6529 habitantes (2007) e densidade populacional de 42,24 hab./km².

## Demografia
| Variação demográfica do município entre 1991 e 2004 | Variação demográfica do município entre 1991 e 2004 | Variação demográfica do município entre 1991 e 2004 | Variação demográfica do município entre 1991 e 2004 |
| --------------------------------------------------- | --------------------------------------------------- | --------------------------------------------------- | --------------------------------------------------- |
| 1991                                                | 1996                                                | 2001                                                | 2004                                                |
| 7016                                                | 7014                                                | 6633                                                | 6632                                                |